# Кафяв баблер
Кафяв баблер (Turdoides fulva) е вид птица от семейство Leiothrichidae.

## Разпространение
Видът е разпространен в Алжир, Египет, Еритрея, Етиопия, Западна Сахара, Либия, Мали, Мавритания, Мароко, Нигер, Нигерия, Сенегал, Судан, Тунис и Чад.